# Дзержинский сельский округ (Карагандинская область)
Дзержинский сельский округ (каз. Дзержинский ауылдық округі) — административная единица в составе Абайского района Карагандинской области Казахстана. Административный центр — село Сарепта.
Население — 1246 человек (2009; 1486 в 1999, 1642 в 1989).
По состоянию на 1989 год существовал Дзержинский сельский совет (сёла Койбас, Коянды, Родники, Сарепта). 2007 года было ликвидировано село Родники.

## Состав
В состав округа входят такие населённые пункты:
| Населённый пункт | Население, человек (1989) | Население, человек (1999) | Население, человек (2009) |
| ---------------- | ------------------------- | ------------------------- | ------------------------- |
| Койбас, село     | 136                       | 173                       | 117                       |
| Коянды, село     | 28                        | 319                       | 252                       |
| Родники, село    | 93                        | -                         | -                         |
| Сарепта, село    | 1385                      | 994                       | 877                       |